# ENOi
이엔오아이(ENOi)는 2019년 KiTheWhale가 결성한 대한민국의 7인조 보이 밴드이다. 이 그룹은 2019년 4월 19일 "Bloom"으로 데뷔했다. 2021년 1월 22일 해체했다.

## 이전 구성원
- 라온 - 리더, 보컬
- 도진- 래퍼
- 하민 - 보컬
- 어빈 - 보컬
- 진우 - 보컬
- 제이키드 - 보컬
- 건 - 래퍼

## 디스코그래피

### 스페셜앨범
- For RAYS, Realize All Your Star - 2019년 12월 19일
- W.A.Y (雨) - 2020년 8월 6일

### EP
- Red in the Apple - 2020년 1월 12일